# Szász Zsuzsa
Szász Zsuzsa (? –) debreceni festőművész, aki a színházi előképzettséget is figyelembe véve több művészeti ággal foglalkozik és Debrecen képzőművészeti életének 2006 óta aktív résztvevője.
2016 óta a Magyar Alkotóművészek Országos Egyesületének tagja. Az alapinspiráció a festészet tekintetében maga az absztrakt expresszionizmus, így ennek a stílusirányzatnak képviselője, aki a kifejezés minél tökéletesebb formáit kutatja. A természet és az ember egylényegűségére, kölcsönös egymásrautaltságára reflektálva, az ember lelki, pszichikai hangulatát, tudatalatti képzeletjátékát vagy belső viharait, fájdalmát vetíti vászonra, minden rutinmegoldástól elvonatkoztatva, tárgyi vonatkoztatásoktól mentesen. Az alkotási folyamat tekintetében lényegi alapmomentum, hogy maga a tárgy mint objektum eltűnik, és helyette a spontán gesztusokból létrejövő formavilág szilárdul meg.
Mindezekhez a munkafolyamat tekintetében réteges, vegyes technikákat alkalmaz. A festészet keretein belül rendszeresen készülnek papír-, textil- és tárgykollázsok is.
Az absztrakt expresszionizmus képviselője vagyok, így a kifejezés a legfontosabb a számomra. Lendületes, heves belső képeket festek, olyan élmények inspirálnak, amelyeket megélek. A hitelesség és az egyéni látásmód nagyon fontos számomra.
Egyéni kiállítások
- 2005: Medgyessy Ferenc Gimnázium és Művészeti Szakközépiskola
- 2017: MODEM Prezentáció – Beszélgetés Szász Zsuzsával
- 2019: Incognitó – Most múlik pont...

Csoportos kiállítások
- 2007: Medgyessy Ferenc Gimnázium és Művészeti Szakközépiskola
- 2017: Prímek Primisszima kiállítás
- 2017: Nagyerdei Víztorony – Szász Zsuzsa és Erdős Mária kiállítása
- 2017: Kovászna – Erdély
- 2017: Szeged Reök palota – Káosz És Rend
- 2018: Ezüst Négyszög Festészeti Triennálé – Lengyelország – Magyarország – Szlovákia – Románia – Ukrajna
- 2018: Szentendre – Vajda Lajos Stúdió – Prímek Primisszima tárlat
- 2018: Incognitó – Festészet Napja
- 2019: 28. Debreceni Tavaszi Tárlat
- 2019: Németország Paderborn – Részvétel a 25 éves testvérvárosi kapcsolatokat ünneplő tárlaton
- 2019: Szeged Reök palota – Dimenziók
- 2019: Élettudományi Galéria és Incognitó – Festészet Napja
- 2019: Hajdú Bihar Kollégium – Dimenziók
- 2020: Friss Hajtás – Kiemelés
- 2020: Virtuális Tavaszi Tárlat
- 2020: Hajdúszoboszló – Műterem a Téren
- 2020: Hajdúszoboszló – Kovács Máté Művelődési Központ
- 2020: Debrecen 2020. augusztus 20. – Virágzás
- 2020: 29. Debreceni Tavaszi Tárlat
- 2023: Debrecen, Kölcsey Központ-Bényi Galéria: Anyaggá vált idő. (Éberling Anikóval közös tárlat).

Szakmai elismerések
- 2006: Hajdú Bihar Megyei Őszi Tárlat – nívó díj
- 2016: Hajdú Bihar Megyei Őszi Tárlat – különdíj
- 2018: XXVIII. Debreceni Tavaszi Tárlat – Debrecen Város Díja